# 西蒙娜·托马申斯基
西蒙娜·托马申斯基（德語：Simone Thomaschinski，1970年4月4日—），德国女子曲棍球运动员。她曾代表德国参加1992年和1996年夏季奥林匹克运动会曲棍球比赛，其中1992年奥运会获得一枚银牌。